# الفصيلة التاسعة
الفصيلة التاسعة (الروسية: 9 рота) هو فيلم حربي روسي من إخراج فيودور بوندارتشوك مبني على أحداث حقيقية حدثت خلال الحرب السوفيتية في أفغانستان، الفيلم من بطولة أرتور سموليانينوف، أليكسي تشادوف وكونستانتين كريوكوف، صدر الفيلم في 29 سبتمبر 2005.